# Ministerstwo ds. Praw Człowieka i Równouprawnienia Czech
Ministerstwo ds. Praw Człowieka i Równouprawnienia Republiki Czeskiej (cz. Ministerstvo pro lidská práva České republiky) – ministerstwo powstałe 15 lipca 2002 r.
Pierwszym ministrem ds. praw człowieka i równouprawnienia był Petr Mareš w rządzie Vladimíra Špidli. W rządzie Stanislava Grossa, rządzie Jiříego Paroubka i pierwszym rządzie Mirka Topolánka nie było osoby pełniącej tę funkcję. Urząd został przywrócony w drugim rządzie Mirka Topolánka. Po rezygnacji Michaela Kocába, Jan Fischer pod koniec istnienia swojego rządu zasugerował prezydentowi istnienie takiego stanowiska w kolejnym rządzie, jednak sugestia nie została uwzględniona w rządach następców. Dopiero Bohuslav Sobotka przywrócił ten resort w swoim rządzie.
W okresie swojego istnienia resort nie posiada swojej siedziby; jest ministerstwem bez teki.

## Pełnomocnik rządu ds. Praw Człowieka i Równouprawnienia
Z rządem związany był także pełnomocnik rządu ds. praw człowieka, który przewodniczył Radzie Rządu ds. Praw Człowieka i Równouprawnienia. Urzędem tym kierował Petr Uhl w latach 1998 – 2001, w latach 2001 – 2004 Jan Jařab, od listopada 2004 Svatopluk Karásek. We wrześniu 2006 r. pierwszy rząd Mirka Topolánka mianował na to stanowisko Jana Litomiskiego, którego pierwszym zadaniem sporządzonym przez zwierzchników było zniesienie części biurowej Rady ds. Praw Człowieka i Równouprawnienia. Po jego rezygnacji Jan Fischer przejął zarządzanie tym urzędem, odwołał Jana Litomiskiego i powierzył to stanowisko Michaelowi Kocábowi. Michael Kocáb miał pretensje do rządu, że nie jest zainteresowany działalnością pełnomocnika ds. praw człowieka i równouprawnienia i nie współpracuje z jego urzędem. Wkrótce po tych zdarzeniach Petr Nečas powołał na stanowisko swojego doradcy ds. praw człowieka i równouprawnienia chrześcijańskiego konserwatystę Romana Jocha, a 15 września 2010 r. odwołał Kocába. Po odwołaniu Kocába media zaczęły spekulować, czy i kto będzie mianowany następnym pełnomocnikiem. Petr Nečas zadeklarował pozostanie funkcji, która przez kilka następnych miesięcy była nieobsadzona. Pojawiły się też sugestie, aby Ministerstwo ds. Praw Człowieka i Równouprawnienia także zaprzestało swojej działalności, gdyż nie otrzymało w tym czasie żadnego wniosku do rozpatrzenia. 16 lutego 2011 r. Monika Šimůnková została mianowana na stanowisko pełnomocnika rządu ds. praw człowieka i równouprawnienia. Pełniła tę funkcję do 17 października 2013 r., po czym złożyła rezygnację. Jiří Rusnok rozwiązał urząd.

## Lista ministrów
| Lp. |  | Minister           |  | Partia             | Okres urzędowania                    | Pełna nazwa funkcji                                                                     | Rząd                                          |
| --- |  | ------------------ |  | ------------------ | ------------------------------------ | --------------------------------------------------------------------------------------- | --------------------------------------------- |
| 1.  |  | Petr Mareš         |  | US-DEU             | 15 lipca 2002 – 4 sierpnia 2004      | Wicepremier ds. badań, rozwoju, praw człowieka i ludzkich zasobów                       | Rząd Vladimíra Špidli                         |
| 2.  |  | Džamila Stehlíková |  | SZ                 | 9 stycznia 2007 – 23 stycznia 2009   | Minister ds. praw człowieka i mniejszości narodowych                                    | Drugi rząd Mirka Topolánka                    |
| 3.  |  | Michael Kocáb      |  | bezpartyjny dla SZ | 23 stycznia 2009 – 29 marca 2010     | Minister ds. praw człowieka i mniejszości narodowych                                    | Drugi rząd Mirka Topolánka Rząd Jana Fischera |
| 4.  |  | Jiří Dienstbier    |  | ČSSD               | 29 stycznia 2014 – 30 listopada 2016 | Minister ds. praw człowieka i równouprawnienia, przewodniczący Rady Legislacyjnej Rządu | Rząd Bohuslava Sobotki                        |
| 5.  |  | Petr Chvojka       |  | ČSSD               | od 1 grudnia 2016                    | Minister ds. praw człowieka i równouprawnienia, przewodniczący Rady Legislacyjnej Rządu | Rząd Bohuslava Sobotki                        |